# Pleura stawonogów
Pleura, pleuron (łac. pleuron, pleurum, l.mn. pleura) – boczna część segmentu ciała u stawonogów, w szczególności ich tułowia lub odwłoka. Łączy części grzbietową (tergum) i brzuszną (sternum) danego segmentu. Osadzone są w niej odnóża. Może być w całości błoniasta (błona pleuralna) lub tworzyć skleryt boczny, czyli pleuryt. U owadów silnym modyfikacjom ulegać może w tułowiu i końcowych segmentach odwłoka.

## Wije
Pareczniki mają pleury z pleurytami często rozbitymi na więcej sklerytów. Z wyjątkiem przetarcznikokształnych, a więc u przedstawicieli Pleurostigmophora, to na pleurytach otwierają się przetchlinki. Pleuryty ostatniego segmentu ciała zrośnięte są z biodrami jego odnóży.
Spośród dwuparców wolne, połączone z tergitami i sternitami elastycznymi błonami pleuryty mają strzępnice, Pentazonia, prążkowce oraz Siphonophorida. U Platydesmida, Siphonocryptida oraz Nematophora pleuryty zlane są w jedną płytkę z tergitami natomiast pozostają luźno połączone ze sternitami. Węzławce i większość Juliformia ma w segmentach ciała od czwartego wzwyż pleuryty, tergity i sternity zlane w jednolity pierścień – u niektórych przedstawicieli tych grup zaszło jednak wtórne uwolnienie się sternitów. 

## Sześcionogi
U sześcionogów pleury tułowia określa się jako propleury w przedtułowiu, mezopleury w śródtułowiu i metapleury w zatułowiu. U sześcionogów pleury te 
powstały w wyniku wbudowania się w ścianę ciała przedbiodrzy (łac. subcoxae) odnóży tułowiowych środkowej pary. Pierwotnie mezopleura formowała trzy skleryty: sternopleuryt, koksopleuryt i anapleuryt. Ten pierwszy u wszystkich współczesnych sześcionogów zlał się wtórnie z eusternum. Anapleuryt i koksopleuryt (zwany też katapleurytem) zachowały swą odrębność u skrytoszczękich, rybików, przerzutek i widelnic. Koksopleuryt tworzy stawowe połączenie z biodrem. W innych liniach ewolucyjnych Anapleuryt i koksopleuryt zlały się w jednolity pleuryt, który później mógł ulegać wtórnym podziałom. Owady uskrzydlone często mają pleuryt podzielony z góry na dół na przedni episternit (łac. episternum) i tylny epimeryt (łac. epimeron). Podział ten biegnie szwem pleuralnym (łac. sutura pleuralis), któremu od wewnątrz odpowiada listwa lub apofiza pleuralna (łac. apophysis pleuralis). W przypadku segmentów z lotnymi skrzydłami biegnie ona od stanowiącego podporę skrzydeł słupka pleuralnego (łac. columella) po staw biodrowy. Rejon episternitu wyciągnięty ku dołowi przed panewkami bioder to mostek przedbiodrowy (łac. precoxale) i może on czasem formować odrębny skleryt. Rejon mezepimerytu wyciągnięty ku dołowi za panewkami bioder to z kolei mostek zabiodrowy (łac. postcoxale). Często jest on zredukowany i rzadko formuje odrębny skleryt. U wielu grup owadów uskrzydlonych między tymi mostkami leży jeszcze pozostałość koksopleurytu w postaci odkrytego lub ukrytego krętarzyka (łac. trochantin), aczkolwiek u zaawansowanych ewolucyjnie grup może on zanikać. Mezepisternit może być wtórnie podzielony szwem rzekomym na górne anepisternum i dolne katepisternum. Podobnie epimeryt dzielić się może szwem na górny anepimeron i dolny katepimeron. U owadów o dobrze rozwiniętych skrzydłach mezopleury i metapleury mają jeszcze niewielkie skleryty podskrzydłowe, czyli epipleuryty (łac. epipleura), służące za punkty przyczepu mięśni skrzydeł. Te leżące z przodu, nad episternitem to skleryty bazalarne (łac. basalare), a ten leżący z tyłu, nad epimerytem to skleryt subalarny (łac. subalare).
Również pleury odwłoka sześcionogów wywodzą się od nasadowych części odnóży, tym razem odwłokowych. Pleury odwłoka sześcionogów zwykle zachowują postać błony pleuralnej, czasem z dodatkowymi sklerytami. Jej elastyczność zapewnia rozciągliwość odwłoka. Na pleurach odwłokowych często leżą przetchlinki. Pleurytami odwłokowymi w ścisłym sensie nazywa się te skleryty, które leżą między linią dorsopleuralną a pleurowentralną odwłoka. Należą tu m.in. nasadowe płytki pokładełka czy płaty larw jętek zaopatrzone w skrzela. Po bokach odwłoka leżeć mogą też skleryty nie mające pochodzenia pleuralnego, np. laterotergity i laterosternity. W przypadku pozatułowia błonkówek części pleuralne i sternum nie rozwijają się wcale i składa się on tylko z tergum. U larw widelnic oraz w genitaliach samców imagines niektórych owadów pleury zlewają się z tergum i sternum formując jeden pierścień (annulus).

## Skorupiaki
U skorupiaków płytki boczne formowane są przez boczne wyrostki tergitów, zwane epimerami, nie mają więc pochodzenia pleuralnego.